# Hydulphe de Moyenmoutier
Pour les articles homonymes, voir Saint Hydulphe.
 (juin 2014).
Hydulphe ou Hidulphe, personnage légendaire appelé saint Hydulphe ou saint Hidulphe, est un moine colombanian d'Austrasie. Les historiens s’accordent sur son rôle fondateur d’une abbaye vosgienne, Moyenmoutier. Mais la biographie extirpée des trois hagiographies successives ou Vitae hidulphi est suspecte aux yeux des historiens. Le saint chrétien, authentique moine, fêté le 12 juillet, a été transformé en partie par la légende.
Une explication met en doute le parcours hagiographique qui le rend contemporain des fondateurs de bans de la montagne vosgienne. Il est peu probable que Hydulphe ait côtoyé Gondelbert et Déodat. L’écriture tardive de l’hagiographie, la perte des archives et les légendes qui se sont greffées sur des précisions plus ou moins historiques expliquent cette remise en cause.
Une hagiographie recomposée à l’aide de l’historiographie religieuse est d’abord abordé. Après une revue de la tradition, un modèle simple pour la fondation et le développement heurté de l’abbaye est ensuite proposé en plusieurs étapes.

## Un parcours légendaire

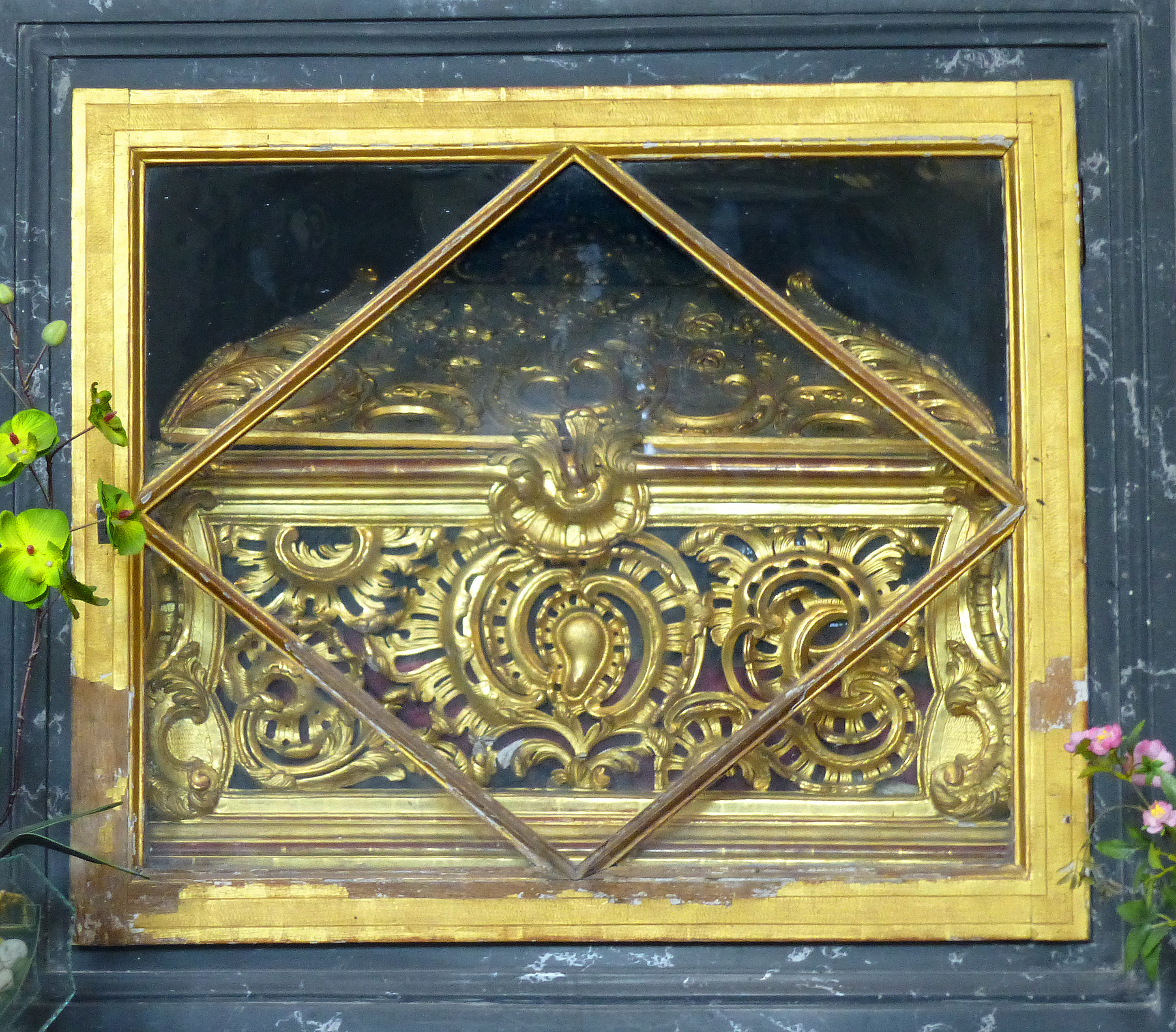
Châsse de saint Hydulphe à l'abbatiale de Moyenmoutier

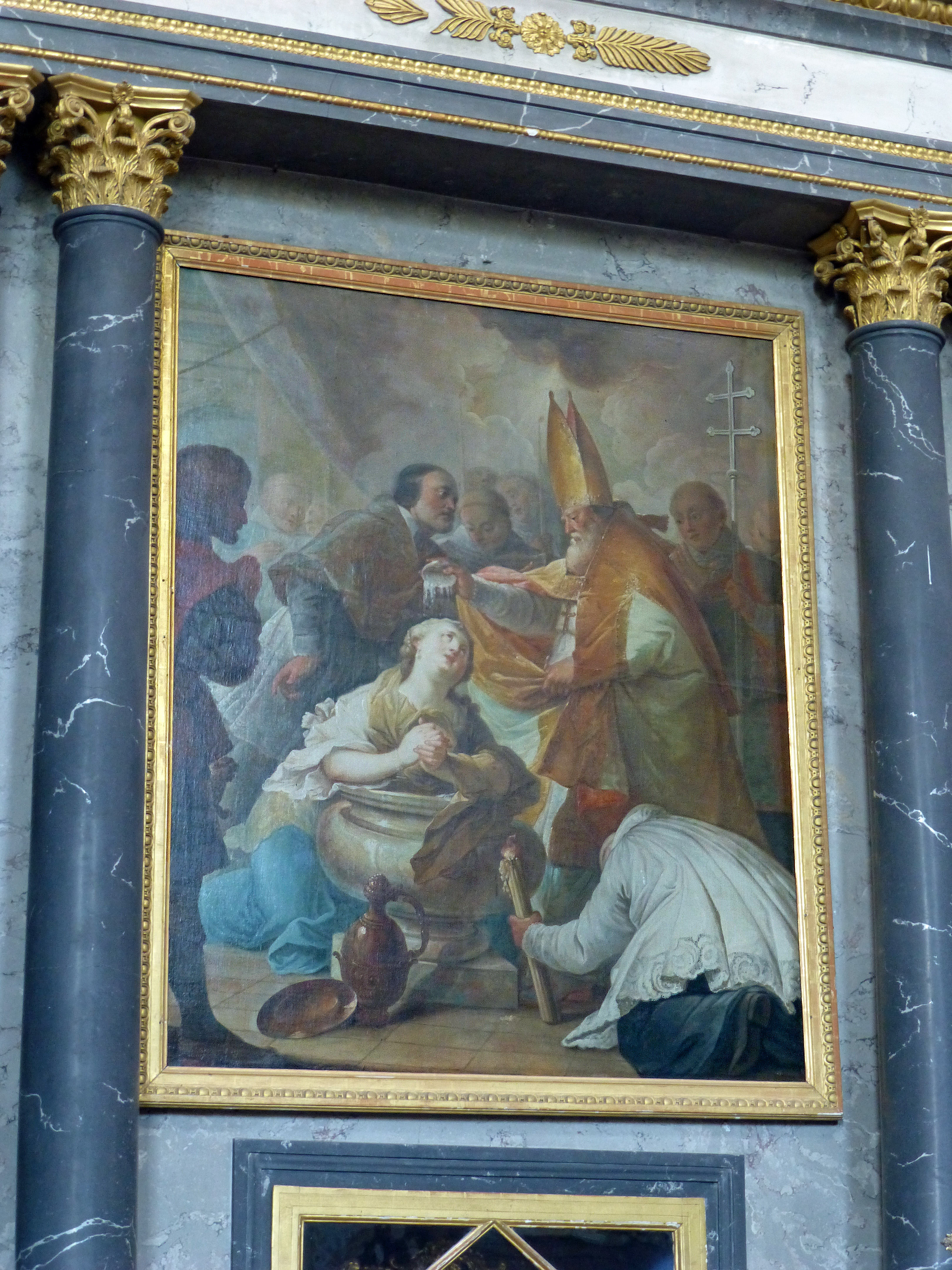
Tableau à l'abbatiale

Hidulphe serait né en 612. Il est mort, selon ses hagiographies, le 11 juillet 707. La légende raconte qu'il aurait été inhumé à Moyenmoutier dans un sarcophage en grès toujours visible dans l'ancienne chapelle Saint-Grégoire dans cette commune. Des reliquaires déposés dans l'abbatiale de Moyenmoutier contiendraient une partie de ses restes. Une rue de cette commune porte son nom.
Originaire de Norique, au sud de l'actuelle Bavière, il fréquente les écoles de Ratisbonne. Il se destine très jeune à la vie religieuse et fait sa profession monastique en l'abbaye Saint-Maximin de Trèves.On pense qu'il a pu être chorévêque dans cette importante cité épiscopale et qu'il y a côtoyé Gondelbert et Déodat, futurs moines des Vosges. Il convient de le distinguer de Hydulphe de Lobbes, mort le 23 juin 707.
Après une trentaine d'années, il se démet de sa charge et arrive dans la vallée vosgienne du Rabodeau vers 670. Il bâtit sa hutte à mi-chemin d'Étival et de Senones, dans la forêt. La renommée du nouvel ermite attire bientôt une foule de disciples. Hydulphe décide alors la construction d'un monastère sur le lieu, qui devient l'abbaye de Moyenmoutier (medianum monasterium), puisque ce monastère (moutier) prend place au cœur de la Croix Sacrée de Lorraine. Premier abbé de Moyenmoutier, il choisit la règle mixte de saint Colomban et saint Benoît comme mode de vie de la nouvelle communauté. L'église actuelle porte son nom.
Hydulphe aurait été abbé en activité vers 690-700 d’après sa légende tardive. Dans certaines évocations du miracle de sainte Odile recouvrant la vue. On trouve à l'église abbatiale de Moyenmoutier un tableau représentant cette scène. On retrouve saint Hydulphe accompagnant saint Erhard, évêque d'Ardagh, de Trèves ou de Ratisbonne (?), parfois présenté comme son frère.

## Personnage légendaire du conteur traditionnel

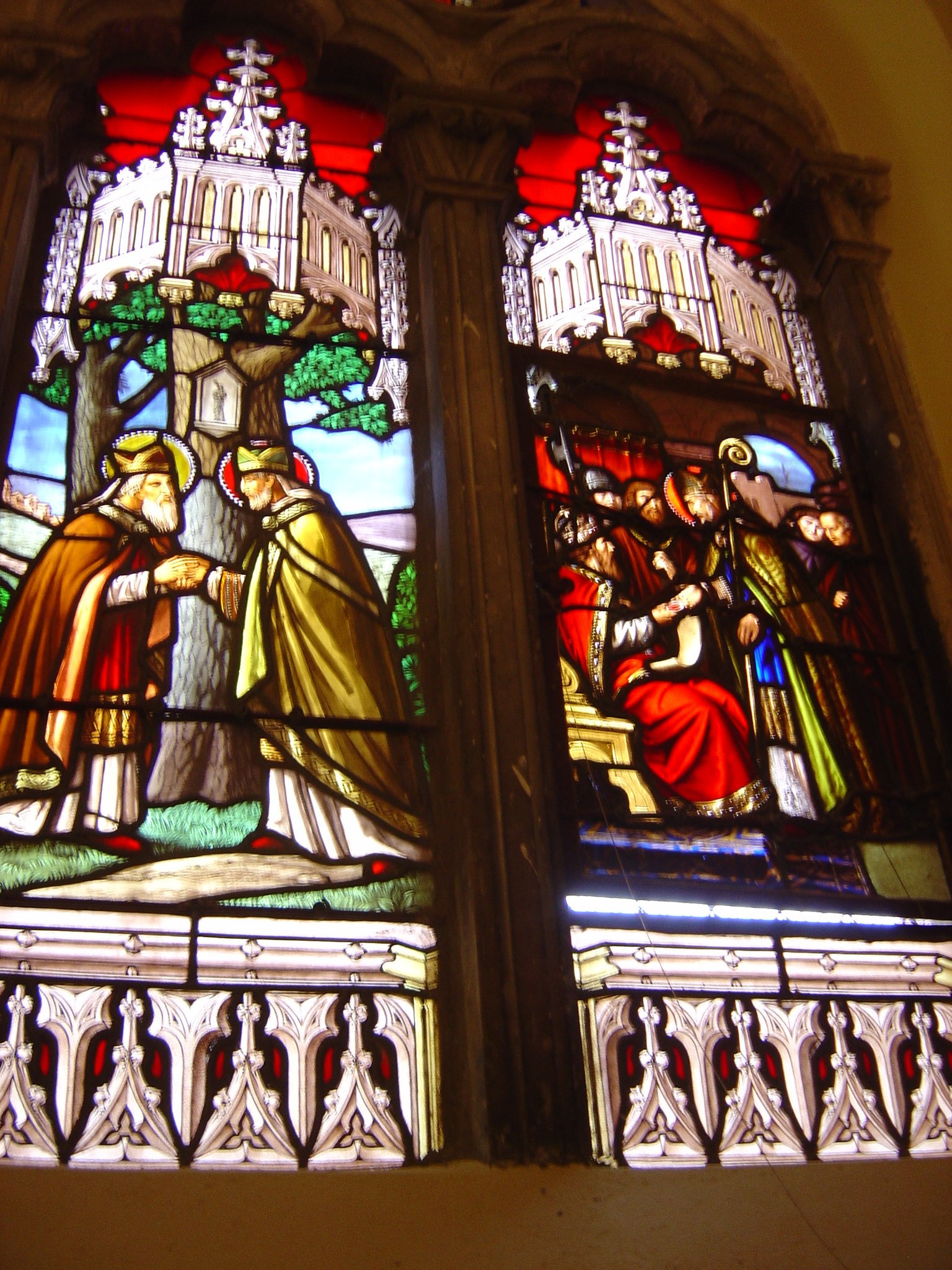
Déodat et Hydulphe (à gauche)

Les montagnards ont adopté Hidulphe sous le nom d’Idoux. Il est un ami bienveillant de Dieudonné ou saint Dié. Lorsqu’ils bâtissent leur monastère à plusieurs lieues de distance, ils se crient une demande urgente et échangent les outils manquants en les lançant avec précision dans l’air. Particulièrement pendant l’échange avec Idoux, les outils projetés de très loin et avec force amortissent leur chute de manière miraculeuse dans l’air, de façon que même un enfant peut les saisir sans mal. Idoux a une action constamment apaisante sur le puissant Dieudonné. Pendant l’hiver, ils s’envoient des billets par le même canal des airs. Tous les lundis de Pentecôte, les inséparables amis avaient l’habitude de se rejoindre en chair et en os, en temps et en heures, à mi-chemin de leurs deux moutiers, sur une hauteur de La Voivre à Béchamp. Leurs reliques, disaient-on autrefois, ont fait de même d’une irrésistible façon !
Idoux apprécie particulièrement Spin ou Spinule, moine voisin de Bégoncelle (Saint-Blaise), qui l’aide à forer des bois ou des roches, pour recueillir de précieuses eaux salées. Spin le fait se tordre de rire. Il est profondément peiné par sa disparition à jeûner plusieurs semaines de suite.
Il est vénéré par deux moines disciples, les frères Jean et Bénigne, qui ne peuvent supporter sa disparition et le suivent dans la tombe à la fin du mois de son trépas.
Idoux appelle les cultivateurs de la montagne à se ménager, à prendre un peu de bon temps après la fenaison et à observer la douceur climatique avant de s’échauffer sous la charge des moissons. Dans l’évêché de Toul, saint Spinule est fêté le 5 décembre et les frères aux cœurs tendres, Jean et Bénigne le 31 juillet. Notons enfin que la tradition n’a pas souci de donner des dates biographiques car ses personnages font désormais partie d’un calendrier cyclique.

## Un vrai moine duVIIIesiècle
Une digression précise ajoutée dans la troisième Vita hidulphi fait intervenir Hidulphe au temps de Jacob et de Pépin. Voilà une surprise : l’évêque de Toul Jacob a commencé son épiscopat vers 756 pour l’achever en 765, et Pépin a régné de 751 à 758. Le troisième hagiographe a ajouté un fait précis, sorti des archives, la retraite d’Hidulphe pour fonder son monastère, au milieu du VIIIe siècle et pourtant il maintient sans souci de vérification le décès en 707. Soucieux de la tradition, il ne veut pas contredire les premières Vitae.
L’archiviste Paul Boudet (1888-1948) pensait que Hydulphe était un vrai contemporain de Pépin. La conquête de la montagne vosgienne par les Peppinides, sous le masque du pouvoir royal, a été longue et douloureuse, car il a fallu évincer l’influence des Étichonides sur les bans vosgiens, sundgoviens, nordgoviens et alsaciens. Poursuivant l’œuvre de son père Charles, maire du palais, le roi Pépin administre enfin Chaumontois et Alsace. Il a besoin de solides administrateurs et a appelé des bénédictins. Ceux-ci arrivent dans la montagne alors que le déclin des courants irlandais ou colombaniens, encore rayonnant au VIIe siècle, est net. Ce courant évangélisateur, encore si austère et si rigoureux à son apogée lors de la création des bans n’a pas permis la fondation de grands monastères. Les petits moutiers éphémères se sont éparpillés, spécialisés dans le service divin ou la contemplation en petites celles , leur richesse et leur belle reconnaissance ont instillé une lente décadence. Quelques moutiers, fascinés par l’excroissance bénédictine vers le nord de la France, résistent mieux par mesure de tempérance et de sincérité en adoptant des règles mixtes colombano-bénédictines, mais l'historien doit reconnaître l'absence de documents dans cette partie des Vosges.

## Une mission monastique
Hidulphe, avant de fonder une abbaye à Moyenmoutier, est d’abord un simple administrateur après la reconquête royale. Il impose un rattachement avec le Chaumontois dans le cadre du fisc royal. Cette restructuration administrative fait perdre toute autonomie fiscale aux bans vosgiens, si elle a existé en pratique. Au milieu d’un semis de petit moutiers, en partie abandonnés, brûlés, dévastés ou ruinés, vivent encore avec la population des moines de rite irlandais dans de modestes celles, mais les autres ont fui. Mal vus par les autorités royales, mal protégés par le peuple asservi ou accablé de charges, la décadence de cette vie monastique ascétique est consommée, malgré quelques feux rebelles ou héroïques.
Bénéficiant d’une situation de monopole, les bénédictins ont une grande responsabilité administrative. Hidulphe aurait pu se contenter de repartir une fois sa mission accomplie, comme d’autres moines ambitieux vers le centre du pouvoir, mais le vieux moine choisit de rester en fondant avec l’agrément du pouvoir carolingien un centre religieux et administratif exemplaire. S’installe-t-il sur les ruines d’un moutier ou près d’un hameau abandonné, peut-être transformé par la soldatesque en repaire fortifié ? Les observateurs savent qu’il est au centre de ce semis monastique abandonné, fondé par les premiers chrétiens évangélisateurs de la montagne. Ainsi se nomme medianum monasterium ou le monastère au milieu des autres. Son fondateur veut instaurer un pouvoir pacifique dans une retraite apaisante, adoucir la dure loi des guerriers et du fisc dans une lente continuité en fondant une cité de Dieu.

## Une abbaye forte
Les faits de la fondation sont pourtant plus prosaïques. D’abord, il choisit un lieu où peut s’ériger une forteresse. Celle-ci contrôle la voie des Saulniers, source de prospérité. Le bénéfice du prélèvement du fisc, au moins avec une part réservée sur le ban où se trouve Moyenmoutier assure aussi des ressources, car la tâche administrative est récompensée. Hidulphe a fondé une abbaye viable et ils attirent de nouveaux moines.
Pour asseoir d’indispensables relais administratifs ou religieux, Hidulphe et ses successeurs reconnaissent les lieux de réunions des bans d’Étival, de Senones, de Saint-Dié et de Bégoncelle (Saint-Blaise, le ban où se trouve le monastère de Moyenmoutier) ainsi que des entités monastiques associées : le moutier Saint Maurice des Jointures (future cathédrale Saint-Dié), Sainte-Marguerite, Saint-Léonard dans le val de Meurthe, Bertrimoutier dans le val de Fave, Saint-Jean près de l’Ormont… 
La croissance de Moyenmoutier permet d'y rassembler de quelques dizaines à une centaine de moines. L’effet centralisateur de la grande abbaye, que son fondateur Hydulphe n’a pas connue, réussit à gommer les différences entre bans. Mais l’essaimage bénédictin reste peu convaincant : si le lieu de pouvoir, religieux et administratif, attire les religieux bénédictins, peut-il déjà susciter rancœur, hostilité ou méfiance de la part des populations assujetties ?

## Destinée d’une abbaye
En 757, une note administrative attribuée à la chancellerie de Pépin indique que le petit monastère des Jointures doit être placé sous la responsabilité de l’évêque de Toul. L’autorité de tutelle du lieu, par l’intermédiaire de Moyenmoutier, centre administrateur et collecteur du fisc, s’y exerce plus sûrement. Elle remplace la courte charge du moine Marcinam, seul successeur théorique reconnu à Déodat, qui apparaît sur un diplôme de Childéric III (743- 551). En 769, Charlemagne le donne au monastère de Saint-Denis. Une dizaine de frères doivent y prier pour le repos de son père Pépin.
La croissance de l’abbaye médianimonastérienne se tarit avec les aléas apportés par les guerres de succession incessantes suivant le premier règne de Louis le Pieux. La mise en commende de la meilleure part de ces revenus ampute son rayonnement, puis la vie monastique s’y effondre à la fin de l’époque carolingienne. Après les invasions hongroises dévastatrices de 914, puis terrifiantes en 917, la reconstruction est difficile. Les richesses sont dilapidées, les archives brûlées.
Pire, l’assiduité religieuse n’est plus retrouvée, la débauche des moines-brigands devient insupportable à l’abbé laïc saxon, le duc de Lorraine Frédéric. Vers 960, il envoie en urgence le moine de Gorze Adelbert qui ne parvient qu’à grand peine à chasser les anciens religieux. Encore crédule au point de faire confiance à une fraction d’anciens moines de Moyenmoutier soi-disant sincères, il charge leur chef Eucherbert de restaurer l’ordre au monastère Saint Maurice des Jointures. Celui-ci y poursuit de plus belle la déviance, au point que l’abbé Adelbert aurait remplacé d’autorité les moines décadents par des chanoines. Les moines de l'abbaye de Moyenmoutier ont gardé les paroles de l'apôtre des nations pour définir cette restauration autoritaire sous l'autorité de Gorze « Qui ne voudra travailler, qu’il s’abstienne de manger » (2Th 3,10).

## Une hagiographie composée auXIesiècle
Le redressement autoritaire à l’époque saxonne de l’abbaye y a amené une autre population monastique, de rigoureux bénédictins formé à Gorze. Même si ces derniers ont repris le rôle et compilé les légendes, une partie de la tradition est rompue. Tous les écrits bénédictins tardifs peuvent se rapporter aux souhaits de maintenir des liens privilégiés, d’abord avec Saint-Blaise dont Moyenmoutier a repris le pouvoir sur le ban local, et ensuite les chanoines de Jointures, gestionnaire du ban Saint-Dié, qui sont les obligés de la puissante abbaye de Moyenmoutier. La volonté de maintenir une hégémonie politique explique les écrits de l’abbaye de Moyenmoutier au XIe siècle. Elle s’efforce de mettre en relations les saints fondateurs de ban avec Hydulphe, le turbulent saint Spin ou Spinule pour Saint-Blaise et le guerrier saint Dié ou Dieudonné pour le ban Saint-Dié.
Pour elle, déjà, le ban religieux de Senones protégé par les évêques de Metz, et celui d’Étival dépendant de la prestigieuse collégiale féminine d’Andlau depuis la donation à l’impératrice Richarde après 880, échappent à leur contrôle. L’influence bénédictine, rituelle et intellectuelle, y est forte au même titre qu'en Alsace, l’Alsace voisine. Les abbés de Moyenmoutier ont manifesté une curieuse volonté au XIe siècle d’ancrage identitaire sur les lieux sacrés et de défense des grandes paroisses ou bans religieux formés au VIIe siècle, à partir de sources diplomatiques ou notariées en partie tronquées.

## Conclusion
C’est aussi au milieu du XIe siècle que Moyenmoutier atteint un riche apogée avec un atelier de copistes qui peut rassembler plus de cent moines et un pouvoir administratif et notarial inégalé dans son secteur. Le vieux culte des morts et le trafic exubérant de reliques apportent des compléments de revenus. La fondation de Hidulphe, l’abbaye de Moyenmoutier, est devenue le prestigieux premier grand monastère bénédictin lorrain sur la voie des Saulniers d’Alsace. Un prestige ne venant jamais seul, le moine Humbert de Moyenmoutier devient cardinal et légat du pape Léon IX. C'est lui qui aurait été envoyé comme messager papal auprès des autorités de Constantinople. Sa conduite déplaisante, il aurait giflé un haut dignitaire byzantin, aurait entraîné le schisme d'Orient.

Dans les bans de la montagne vosgienne, les noms prestigieux des abbés impliqués dans les transactions foncières semblent avoir laissé des traces dans la toponymie, ainsi le bois Bancelin, altéré en Bois Basselin dans la contrée de Varcosée près de Saint-Dié.